# Erdőlibánfalva
Erdőlibánfalva (románul: Ibănești-Pădure) falu Romániában, Maros megyében.

## Története
Libánfalva község része. A trianoni békeszerződésig Maros-Torda vármegye Régeni alsó járásához tartozott.

## Népessége
2002-ben 435 lakosa volt, ebből 433 román és 2 magyar nemzetiségű.

## Vallások
A falu lakói közül 432-en ortodox, 2-en görögkatolikus hitűek, illetve 1 fő római katolikus.